# دهستان بیدونگ
دهستان بیدونگ (به لاتین: Bidung Gewog) یک دهستان در کشور بوتان است که در ناحیهٔ تراشیگانگ واقع شده‌است.